# Чиллер, Тансу
Та́нсу Чилле́р (тур. Tansu Çiller [ˈtansu pænˈbe t͡ʃiˈlːæɾ], род. 24 мая 1946) — турецкий экономист и политик. Первая и единственная женщина, занимавшая должность премьер-министра Турции (1993—1996). Министр иностранных дел Турции (1996—1997).

## Начало карьеры
Окончила Школу экономики при женском Роберт Колледже (Стамбул). Получила степень доктора в Коннектикутском университете и позднее окончила постдокторские исследования в Йельском университете. С 1978 года преподаёт в Босфорском университете (Стамбул), с 1983 года — профессор (там же). Также работала в Стамбульском банке в должности президента.

## Политическая карьера
Сменив профессорские должности в нескольких университетах, активно занялась политикой с ноября 1990, вступив в консервативную Партию верного пути. Была избрана в парламент Турции в 1991 году депутатом от Стамбула, занимала должность государственного министра экономики в коалиционном правительстве С. Демиреля.
С 13 июня 1993 — лидер партии, премьер-министр Турции в коалиционном правительстве Партии верного пути и Социал-демократической народной партии. После выхода социал-демократов из коалиции в октябре 1995 попыталась сформировать правительство меньшинства, однако правительство не получило поддержки парламента. После этого согласилась на формирование нового кабинета с участием Республиканской народной партии, поглотившей Социал-демократическую народную партию.
Занимала также должность министра иностранных дел Турции и вице-премьера в 1996—1997. Для борьбы с курдскими сепаратистами и Армянской секретной армией освобождения Армении прибегала к усилению связей с антидемократической сетью организованной преступности, известной как «Глубинное государство». Это стало очевидно, когда после Сусурлукского скандала она выступила с хвалебной речью в адрес ультранационалиста, лидера крайне правой организации «Серые волки» Абдуллы Чатлы, погибшего в автомобильной катастрофе в Сусурлуке, заявив:
Тех, кто стреляют или получают раны во имя этой страны, этой нации, и этого государства, мы будем всегда вспоминать с почтением.
В 1997 году, не успев сформировать новый кабинет, отстранена от власти (в должности вице-премьера) в результате военного переворота.
Во время её правления было подписано таможенное соглашение между Турцией и ЕС.
Одним из её главных достижений является преобразование турецкой армии из организации, пользовавшейся устаревшим вооружением времён Второй мировой войны, в современные вооружённые силы, способные с успехом вести мобильную войну против Курдской рабочей партии. Ей удалось убедить США внести Курдскую рабочую партию в список террористических организаций, позднее добилась такого же решения от ЕС.

## Обвинения в коррупции
Турецкий парламент провёл расследование в отношении Чиллер в связи с серьёзными обвинениями в коррупции в период её нахождения во главе правительства. Чиллер и ещё один бывший премьер Месут Йылмаз были позднее освобождены от преследования, в основном в связи с процедурными моментами и их иммунитетом. В конце 1998 года дела по их обвинению были закрыты комиссией парламента.
После поражения на выборах в ноябре 2002 года ушла из политики. Некоторые журналисты считают уход Тансу Чиллер из политики следствием давления верхушки армии.

## Семья
Муж — Эзер Учуран Чиллер (Özer Uçuran Çiller). У пары двое детей.

## Фотографии
Prime Minister Tansu Çiller